# Bülent Üçüncü
Pour les articles homonymes, voir Üçüncü.
Bülent Üçüncü est un footballeur franco-turc né le 13 août 1974 à Istanbul. Il évoluait au poste de milieu de terrain.

## Biographie
Avec le club français du FC Lorient, il dispute huit matchs en Ligue 1, et 64 matchs en Ligue 2, inscrivant quatre buts.
Avec l'équipe turque de Denizlispor, il participe à la Coupe de l'UEFA lors de la saison 2002-2003.
Il dispute un total de 93 matchs en première division turque, marquant 13 buts.
Retiré des terrains, Bülent Üçüncü est depuis 2008 carreleur, dans la région de Quimper.

## Palmarès
- Champion de France de National 1 en 1995 avec le FC Lorient